# Grand Prix automobile de Rose City 1999
Navigation
Édition suivante
Le Grand Prix de Rose City 1999, disputé sur le 1er août 1999 sur le Portland International Raceway est la cinquième manche de l'American Le Mans Series 1999.

## Course

### Classement de la course
Classement final de la course (vainqueurs de catégorie en gras), :
| Pos.   | Catégorie | N° | Écurie                                 | Pilotes                                          | Châssis                    | Pneus | Tours/Abandon |
| Pos.   | Catégorie | N° | Écurie                                 | Pilotes                                          | Moteur                     | Pneus | Tours/Abandon |
| ------ | --------- | -- | -------------------------------------- | ------------------------------------------------ | -------------------------- | ----- | ------------- |
| 1      | LMP       | 1  | Panoz Motor Sports                     | David Brabham Éric Bernard                       | Panoz LMP-1 Roadster-S     | M     | 137           |
| 1      | LMP       | 1  | Panoz Motor Sports                     | David Brabham Éric Bernard                       | Ford (Élan-Yates) 6.0 L V8 | M     | 137           |
| 2      | LMP       | 42 | BMW Motorsport Schnitzer Motorsport    | JJ Lehto Steve Soper                             | BMW V12 LMR                | M     | 137           |
| 2      | LMP       | 42 | BMW Motorsport Schnitzer Motorsport    | JJ Lehto Steve Soper                             | BMW S70 6.0 L V12          | M     | 137           |
| 3      | LMP       | 2  | Panoz Motor Sports                     | Johnny O'Connell Jan Magnussen                   | Panoz LMP-1 Roadster-S     | M     | 137           |
| 3      | LMP       | 2  | Panoz Motor Sports                     | Johnny O'Connell Jan Magnussen                   | Ford (Élan-Yates) 6.0 L V8 | M     | 137           |
| 4      | LMP       | 43 | BMW Motorsport Schnitzer Motorsport    | Joachim Winkelhock Bill Auberlen                 | BMW V12 LMR                | M     | 136           |
| 4      | LMP       | 43 | BMW Motorsport Schnitzer Motorsport    | Joachim Winkelhock Bill Auberlen                 | BMW S70 6.0 L V12          | M     | 136           |
| 5      | LMP       | 27 | Price & Bscher                         | Thomas Bscher Pedro Lamy                         | BMW V12 LM                 | Y     | 134           |
| 5      | LMP       | 27 | Price & Bscher                         | Thomas Bscher Pedro Lamy                         | BMW S70 6.0 L V12          | Y     | 134           |
| 6      | LMP       | 16 | Dyson Racing                           | Elliott Forbes-Robinson James Weaver Ron Fellows | Riley & Scott Mk III       | G     | 134           |
| 6      | LMP       | 16 | Dyson Racing                           | Elliott Forbes-Robinson James Weaver Ron Fellows | Ford 5.0 L V8              | G     | 134           |
| 7      | LMP       | 0  | Team Rafanelli SRL                     | Érik Comas Mimmo Schiattarella                   | Riley & Scott Mk III       | Y     | 134           |
| 7      | LMP       | 0  | Team Rafanelli SRL                     | Érik Comas Mimmo Schiattarella                   | Judd GV4 4.0 L V10         | Y     | 134           |
| 8      | LMP       | 38 | Champion Racing                        | Allan McNish Andy Pilgrim                        | Porsche 911 GT1 Evo        | M     | 133           |
| 8      | LMP       | 38 | Champion Racing                        | Allan McNish Andy Pilgrim                        | Porsche 3.2 L Turbo Flat-6 | M     | 133           |
| 9      | LMP       | 11 | Doyle-Risi Racing                      | Max Angelelli Didier de Radiguès                 | Ferrari 333 SP             | P     | 131           |
| 9      | LMP       | 11 | Doyle-Risi Racing                      | Max Angelelli Didier de Radiguès                 | Ferrari F310E 4.0L V12     | P     | 131           |
| 10     | LMP       | 18 | Dollahite Racing                       | Bill Dollahite Mike Davies                       | Ferrari 333 SP             | P     | 130           |
| 10     | LMP       | 18 | Dollahite Racing                       | Bill Dollahite Mike Davies                       | Ferrari F310E 4.0 L V12    | P     | 130           |
| 11 DNF | LMP       | 12 | Doyle-Risi Racing                      | Alex Caffi Wayne Taylor                          | Ferrari 333 SP             | P     | 129           |
| 11 DNF | LMP       | 12 | Doyle-Risi Racing                      | Alex Caffi Wayne Taylor                          | Ferrari F310E 4.0 L V12    | P     | 129           |
| 12     | LMP       | 36 | Doran Lista Racing Jim Matthews Racing | Stefan Johansson Jim Matthews                    | Ferrari 333 SP             | M     | 128           |
| 12     | LMP       | 36 | Doran Lista Racing Jim Matthews Racing | Stefan Johansson Jim Matthews                    | Ferrari F310E 4.0 L V12    | M     | 128           |
| 13     | GTS       | 91 | Dodge Viper Team Oreca                 | Olivier Beretta David Donohue                    | Dodge Viper GTS-R          | M     | 126           |
| 13     | GTS       | 91 | Dodge Viper Team Oreca                 | Olivier Beretta David Donohue                    | Dodge 8.0 L V10            | M     | 126           |
| 14     | GTS       | 92 | Dodge Viper Team Oreca                 | Karl Wendlinger Tommy Archer                     | Dodge Viper GTS-R          | M     | 126           |
| 14     | GTS       | 92 | Dodge Viper Team Oreca                 | Karl Wendlinger Tommy Archer                     | Dodge 8.0 L V10            | M     | 126           |
| 15     | GTS       | 61 | Konrad Motorsport                      | Franz Konrad Bob Wollek                          | Porsche 911 GT2            | D     | 125           |
| 15     | GTS       | 61 | Konrad Motorsport                      | Franz Konrad Bob Wollek                          | Porsche 3.6 L Turbo Flat-6 | D     | 125           |
| 16 DNF | LMP       | 28 | Intersport Racing                      | Jon Field Niclas Jönsson                         | Lola B98/10                | G     | 124           |
| 16 DNF | LMP       | 28 | Intersport Racing                      | Jon Field Niclas Jönsson                         | Ford (Roush) 6.0 L V8      | G     | 124           |
| 17     | GTS       | 56 | Martin Snow Racing                     | Martin Snow Kelly Collins                        | Porsche 911 GT2            | M     | 123           |
| 17     | GTS       | 56 | Martin Snow Racing                     | Martin Snow Kelly Collins                        | Porsche 3.6 L Turbo Flat-6 | M     | 123           |
| 18†    | GT        | 23 | Manthey Racing Alex Job Racing         | Dirk Müller Cort Wagner                          | Porsche 911 GT3 R (996)    | M     | 122           |
| 18†    | GT        | 23 | Manthey Racing Alex Job Racing         | Dirk Müller Cort Wagner                          | Porsche 3.6 L Flat-6       | M     | 122           |
| 19     | GT        | 7  | Prototype Technology Group             | Brian Cunningham Christian Menzel                | BMW M3                     | Y     | 121           |
| 19     | GT        | 7  | Prototype Technology Group             | Brian Cunningham Christian Menzel                | BMW 3.2 L I6               | Y     | 121           |
| 20     | GT        | 10 | Prototype Technology Group             | Darren Law Johannes van Overbeek                 | BMW M3                     | Y     | 121           |
| 20     | GT        | 10 | Prototype Technology Group             | Darren Law Johannes van Overbeek                 | BMW 3.2 L I6               | Y     | 121           |
| 21     | GT        | 17 | Contemporary Motorsports               | Joe Varde Bruno Lambert                          | Porsche 911 Carrera RSR    | ?     | 120           |
| 21     | GT        | 17 | Contemporary Motorsports               | Joe Varde Bruno Lambert                          | Porsche 3.8 L Flat-6       | ?     | 120           |
| 22     | GT        | 02 | Reiser Callas Rennsport                | Doc Bundy David Murry                            | Porsche 911 Carrera RSR    | P     | 120           |
| 22     | GT        | 02 | Reiser Callas Rennsport                | Doc Bundy David Murry                            | Porsche 3.8 L Flat-6       | P     | 120           |
| 23 DNF | GT        | 6  | Prototype Technology Group             | Peter Cunningham Mark Simo                       | BMW M3                     | Y     | 119           |
| 23 DNF | GT        | 6  | Prototype Technology Group             | Peter Cunningham Mark Simo                       | BMW 3.2 L I6               | Y     | 119           |
| 24     | GT        | 22 | Alex Job Racing                        | Mike Fitzgerald Darryl Havens                    | Porsche 911 Carrera RSR    | Y     | 119           |
| 24     | GT        | 22 | Alex Job Racing                        | Mike Fitzgerald Darryl Havens                    | Porsche 3.8 L Flat-6       | Y     | 119           |
| 25     | GT        | 68 | The Racer's Group                      | Spencer Trenery Vic Rice                         | Porsche 911 Carrera RSR    | G     | 119           |
| 25     | GT        | 68 | The Racer's Group                      | Spencer Trenery Vic Rice                         | Porsche 3.8 L Flat-6       | G     | 119           |
| 26     | GT        | 24 | Alex Job Racing                        | Randy Pobst Don Kitch                            | Porsche 911 Carrera RSR    | Y     | 119           |
| 26     | GT        | 24 | Alex Job Racing                        | Randy Pobst Don Kitch                            | Porsche 3.8 L Flat-6       | Y     | 119           |
| 27     | GT        | 03 | Reiser Callas Rennsport                | Grady Willingham Joel Reiser Craig Stanton       | Porsche 911 Carrera RSR    | P     | 118           |
| 27     | GT        | 03 | Reiser Callas Rennsport                | Grady Willingham Joel Reiser Craig Stanton       | Porsche 3.8 L Flat-6       | P     | 118           |
| 28 DNF | GTS       | 48 | Freisinger Motorsport                  | Wolfgang Kaufmann Michel Ligonnet                | Porsche 911 GT2            | D     | 115           |
| 28 DNF | GTS       | 48 | Freisinger Motorsport                  | Wolfgang Kaufmann Michel Ligonnet                | Porsche 3.6 L Turbo Flat-6 | D     | 115           |
| 29     | LMP       | 63 | Downing Atlanta                        | Jim Downing Chris Ronson                         | Kudzu DLY                  | G     | 115           |
| 29     | LMP       | 63 | Downing Atlanta                        | Jim Downing Chris Ronson                         | Mazda R26B 2.6 L 4-Rotor   | G     | 115           |
| 30 DNF | LMP       | 97 | Team Cascadia                          | Ed Zabinski Shane Lewis                          | Lola B98/10                | P     | 113           |
| 30 DNF | LMP       | 97 | Team Cascadia                          | Ed Zabinski Shane Lewis                          | Chevrolet 6.0 L V8         | P     | 113           |
| 31     | LMP       | 29 | Intersport Racing                      | Paul Debban Bruce Trenery                        | Riley & Scott Mk III       | G     | 111           |
| 31     | LMP       | 29 | Intersport Racing                      | Paul Debban Bruce Trenery                        | Ford (Roush) 6.0 L V8      | G     | 111           |
| 32     | GT        | 65 | Pregrid Motorsports                    | John Brosius Jonathan Fay                        | Porsche 911 3.8 Cup        | ?     | 110           |
| 32     | GT        | 65 | Pregrid Motorsports                    | John Brosius Jonathan Fay                        | Porsche 3.8 L Flat-6       | ?     | 110           |
| 33     | LMP       | 8  | Transatlantic Racing                   | Scott Schubot Henry Camferdam                    | Riley & Scott Mk III       | G     | 108           |
| 33     | LMP       | 8  | Transatlantic Racing                   | Scott Schubot Henry Camferdam                    | Ford 5.0 L V8              | G     | 108           |
| 34 DNF | GTS       | 55 | Saleen/Allen Speedlab                  | Terry Borcheller Ron Johnson                     | Saleen Mustang SR          | P     | 106           |
| 34 DNF | GTS       | 55 | Saleen/Allen Speedlab                  | Terry Borcheller Ron Johnson                     | Ford 8.0 L V8              | P     | 106           |
| 35 DNF | GT        | 25 | RWS Motorsport                         | Hans-Jörg Hofer Luca Riccitelli                  | Porsche 911 GT3 R (996)    | M     | 86            |
| 35 DNF | GT        | 25 | RWS Motorsport                         | Hans-Jörg Hofer Luca Riccitelli                  | Porsche 3.6 L Flat-6       | M     | 86            |
| 36 DNF | GTS       | 83 | Chiefie Motorsports                    | Stefano Buttiero Zak Brown                       | Porsche 911 GT2            | ?     | 70            |
| 36 DNF | GTS       | 83 | Chiefie Motorsports                    | Stefano Buttiero Zak Brown                       | Porsche 3.6 L Turbo Flat-6 | ?     | 70            |
| 37 DNF | LMP       | 74 | Robinson Racing                        | George Robinson Jack Baldwin                     | Riley & Scott Mk III       | ?     | 49            |
| 37 DNF | LMP       | 74 | Robinson Racing                        | George Robinson Jack Baldwin                     | Chevrolet 6.0 L V8         | ?     | 49            |
| 38 DNF | LMP       | 27 | Doran Lista Racing                     | Didier Theys Fredy Lienhard                      | Ferrari 333 SP             | M     | 41            |
| 38 DNF | LMP       | 27 | Doran Lista Racing                     | Didier Theys Fredy Lienhard                      | Ferrari F310E 4.0 L V12    | M     | 41            |
| 39 DNF | LMP       | 15 | Hybrid R&D                             | Chris Bingham Ross Bentley                       | Riley & Scott Mk III       | Y     | 34            |
| 39 DNF | LMP       | 15 | Hybrid R&D                             | Chris Bingham Ross Bentley                       | Ford 5.0 L V8              | Y     | 34            |
| 40 DNF | LMP       | 20 | Dyson Racing                           | Butch Leitzinger Elliott Forbes-Robinson         | Riley & Scott Mk III       | G     | 9             |
| 40 DNF | LMP       | 20 | Dyson Racing                           | Butch Leitzinger Elliott Forbes-Robinson         | Ford 5.0 L V8              | G     | 9             |
| 41 DNF | GT        | 9  | Prototype Technology Group             | Boris Said Hans-Joachim Stuck                    | BMW M3                     | Y     | 8             |
| 41 DNF | GT        | 9  | Prototype Technology Group             | Boris Said Hans-Joachim Stuck                    | BMW 3.2 L I6               | Y     | 8             |
| 42 DNF | GT        | 67 | The Racer's Group                      | Kevin Buckler Kim Wolfkill Kimberly Hiskey       | Porsche 911 Carrera RSR    | G     | 0             |
| 42 DNF | GT        | 67 | The Racer's Group                      | Kevin Buckler Kim Wolfkill Kimberly Hiskey       | Porsche 3.8 L Flat-6       | G     | 0             |